# 時代劇

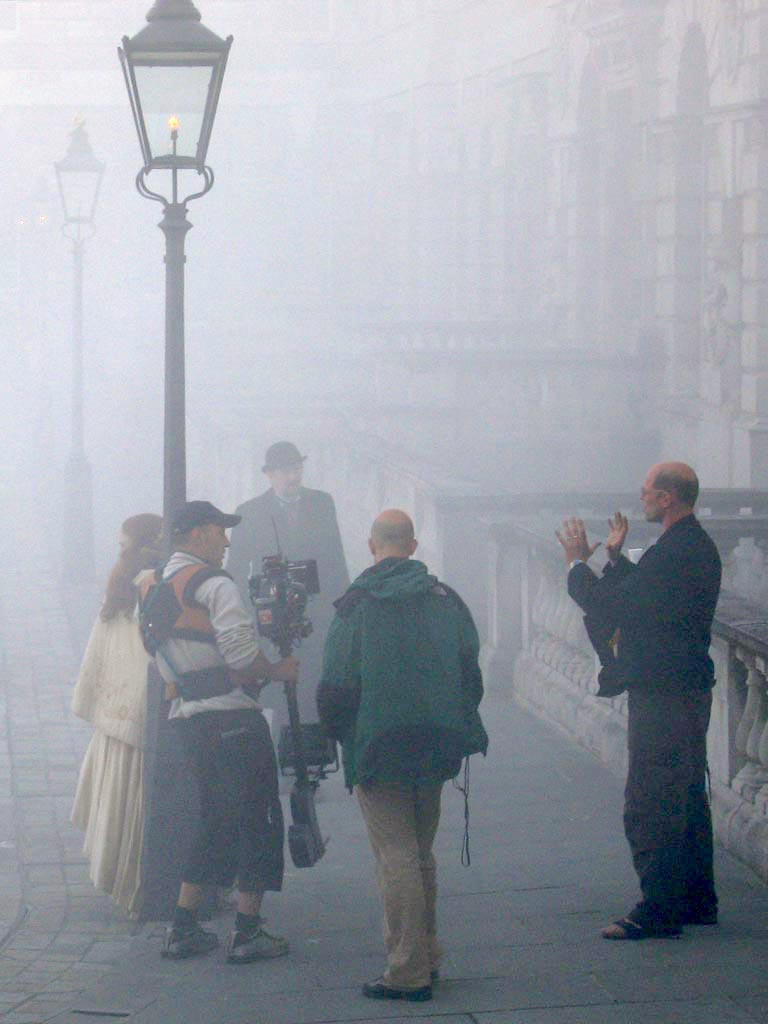
設定在19世紀倫敦的電影場景

时代剧（英語：Period Drama），指背景设定为特定年代，通过精致的服装、布景及道具以捕捉特定时代氛围的一类戏剧、电影及电视剧。
时代剧通常被用来描述电影及电视剧，最常见的形式是古装剧，但也可指時間超越過去、現代和未來。